# Eugène Damas
Eugène Damas né le 9 mars 1844 à Rimogne et mort le 4 août 1899 à Charleville est un peintre français.
Il est connu pour ses représentations de la vie paysanne ardennaise.

## Biographie
Fils de Louis Damas, maréchal-ferrant et de Marie Jeanne Octavie Lainet, Eugène Damas part faire ses études à l'Académie de peinture et de sculpture de Valenciennes. De 1862 à 1865, il est l'élève de Charles-Gustave Housez puis d'Alexandre Cabanel à l'École des beaux-arts de Paris. En 1874, il s'installe à Charleville où il sera professeur au Sacré-Cœur, au Saint-Sépulcre et à l'institution Saint-Rémy. 
Il expose pour la première fois au Salon des artistes français de 1879. Il a été fortement influencé par Jean-François Millet. En 1887, il fonde l'Union artistique des Ardennes avec le sculpteur Alphonse Colle. Il réalise également trois tableaux pour l'église de sa ville natale : La Descente de Croix, L'Assomption et La Résurrection. Le premier est une copie d'après Rubens et le second une copie d'après Bartolomé Esteban Murillo. 
Il est inhumé dans le cimetière de Rimogne.
Le musée de l'Ardenne de Charleville-Mézières présente de nombreuses toiles d'Eugène Damas. On en trouve également dans les collections du musée des Beaux-Arts de Rouen et du musée d'Art et d'Histoire de Langres.
La municipalité de Charleville-Mézières a donné le nom du peintre à une de ses rues. En 2008, la commune de Rimogne a inauguré une médiathèque du nom du peintre.

## Œuvres
- Une plumeuse d'oie, 1879,  Charleville-Mézières, musée de l'Ardenne.
- La Veille au marché, 1882[réf. nécessaire].
- La Meuse à Warcq, 1883, Charleville-Mézières, musée de l'Ardenne.
- L'Appel au déjeuner, 1884, musée des Beaux-Arts de Rouen.
- Leur coin de terre, 1886[réf. nécessaire].
- Atelier de vanniers, 1888, Charleville-Mézières, musée de l'Ardenne.
- Tenderie aux Vanneaux, 1896, Charleville-Mézières, musée de l'Ardenne.
- La Cueillette de pissenlits, 1898, Charleville-Mézières, musée de l'Ardenne.
- La Cueillette de champignons, 1899, Charleville-Mézières, musée de l'Ardenne.

Œuvres d'Eugène Damas
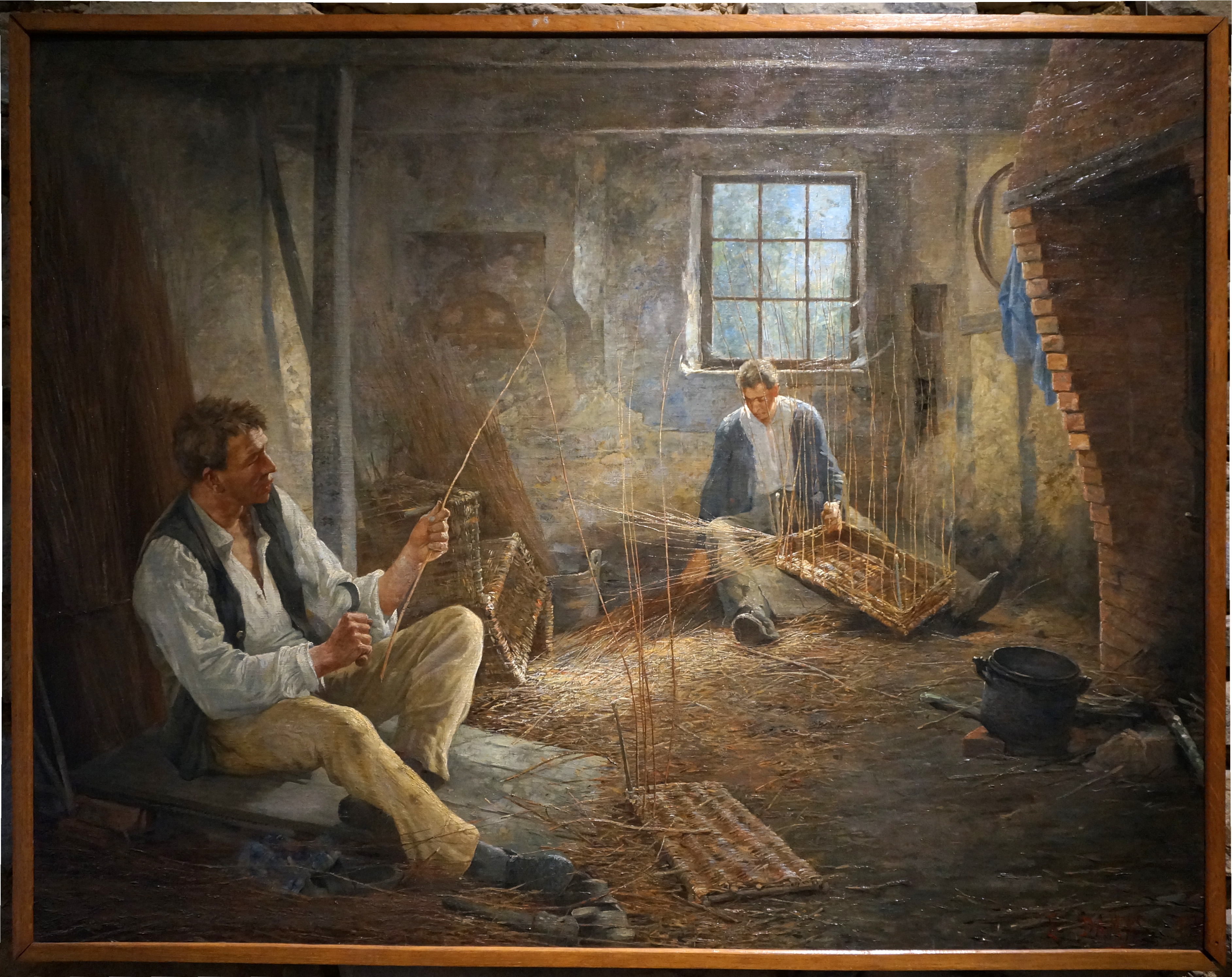
Atelier de Vaniers (1888), Charleville-Mézières, musée de l'Ardenne.
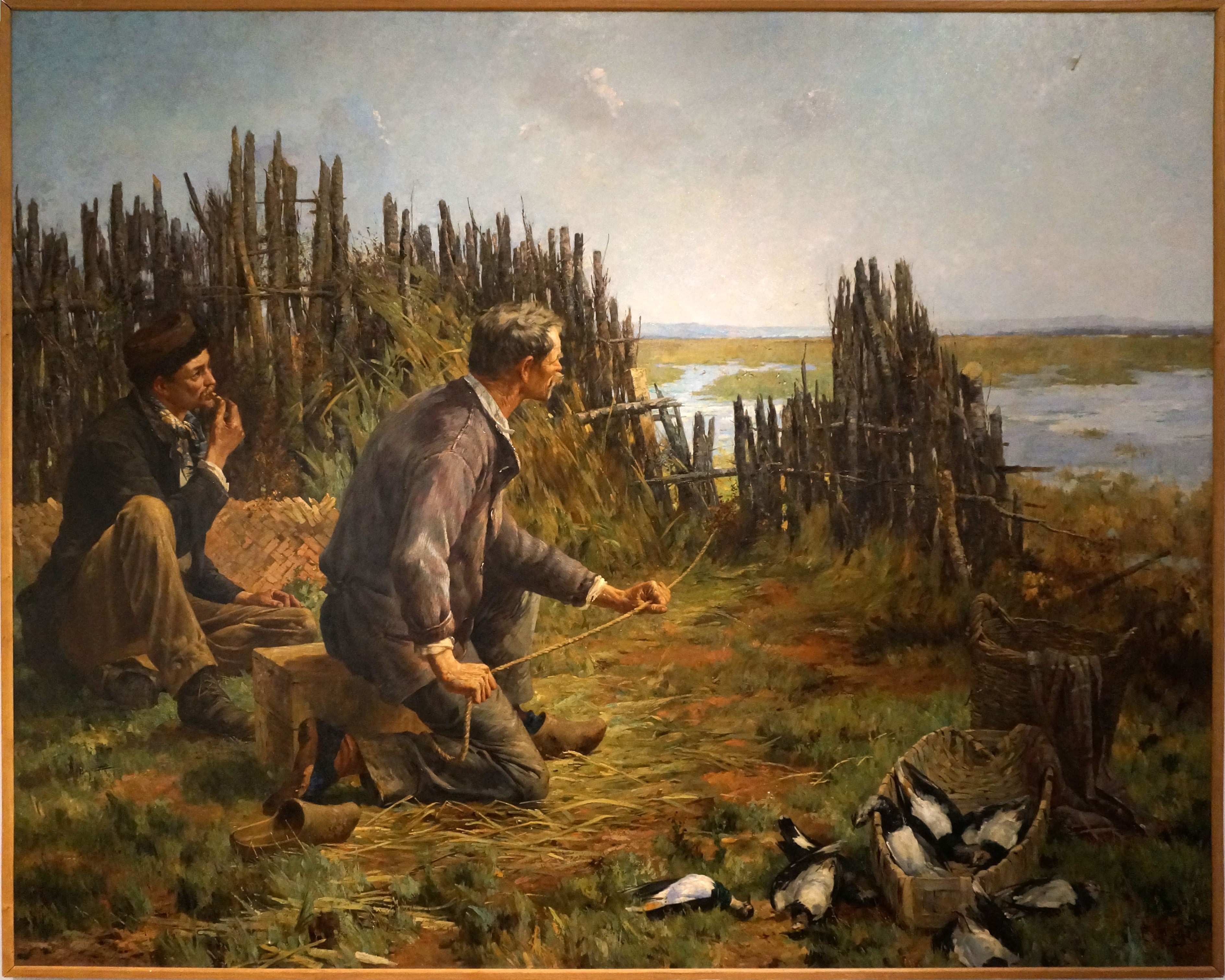
Chasse aux canards, Charleville-Mézières, musée de l'Ardenne.
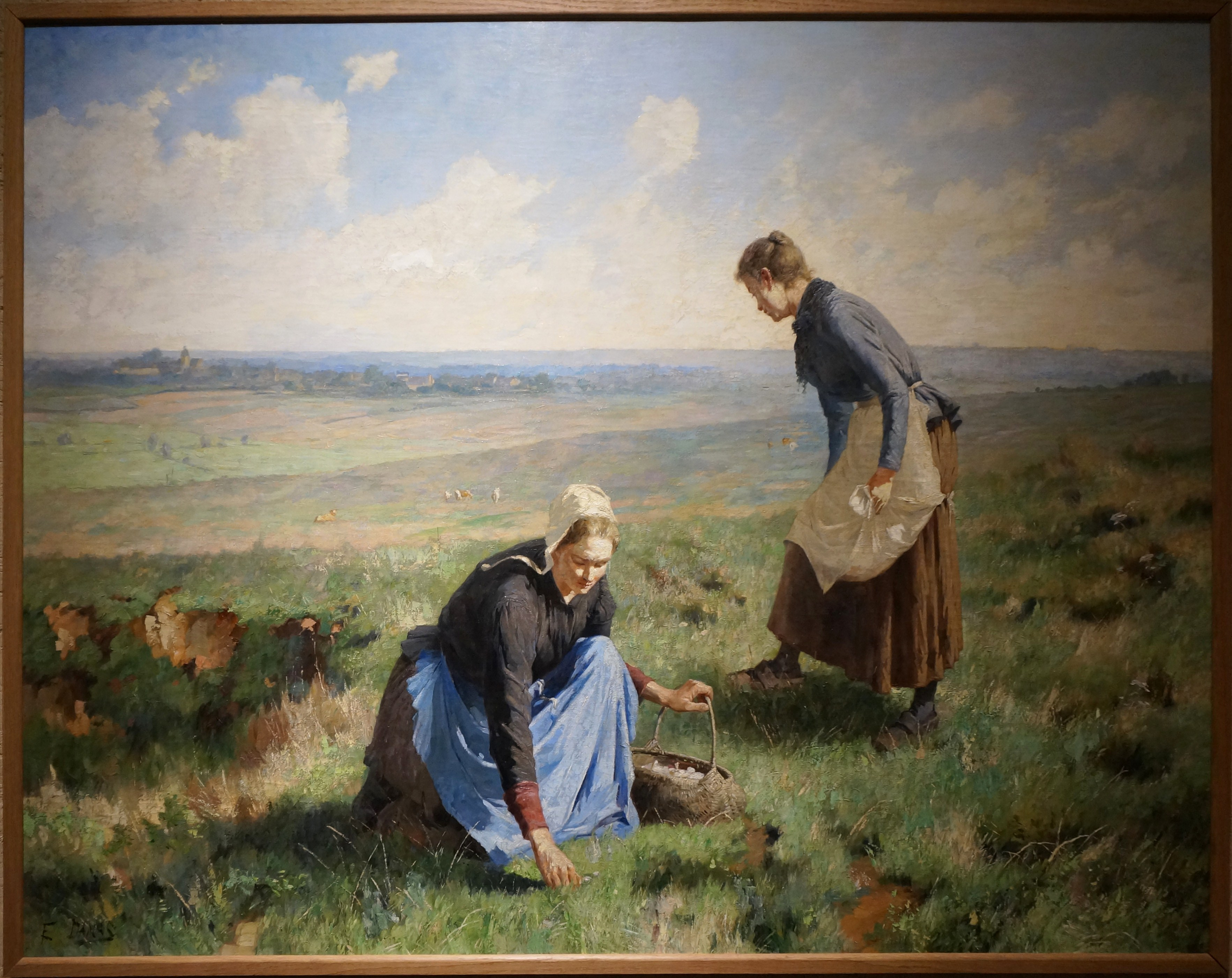
Cueillette de champignons, Charleville-Mézières, musée de l'Ardenne.
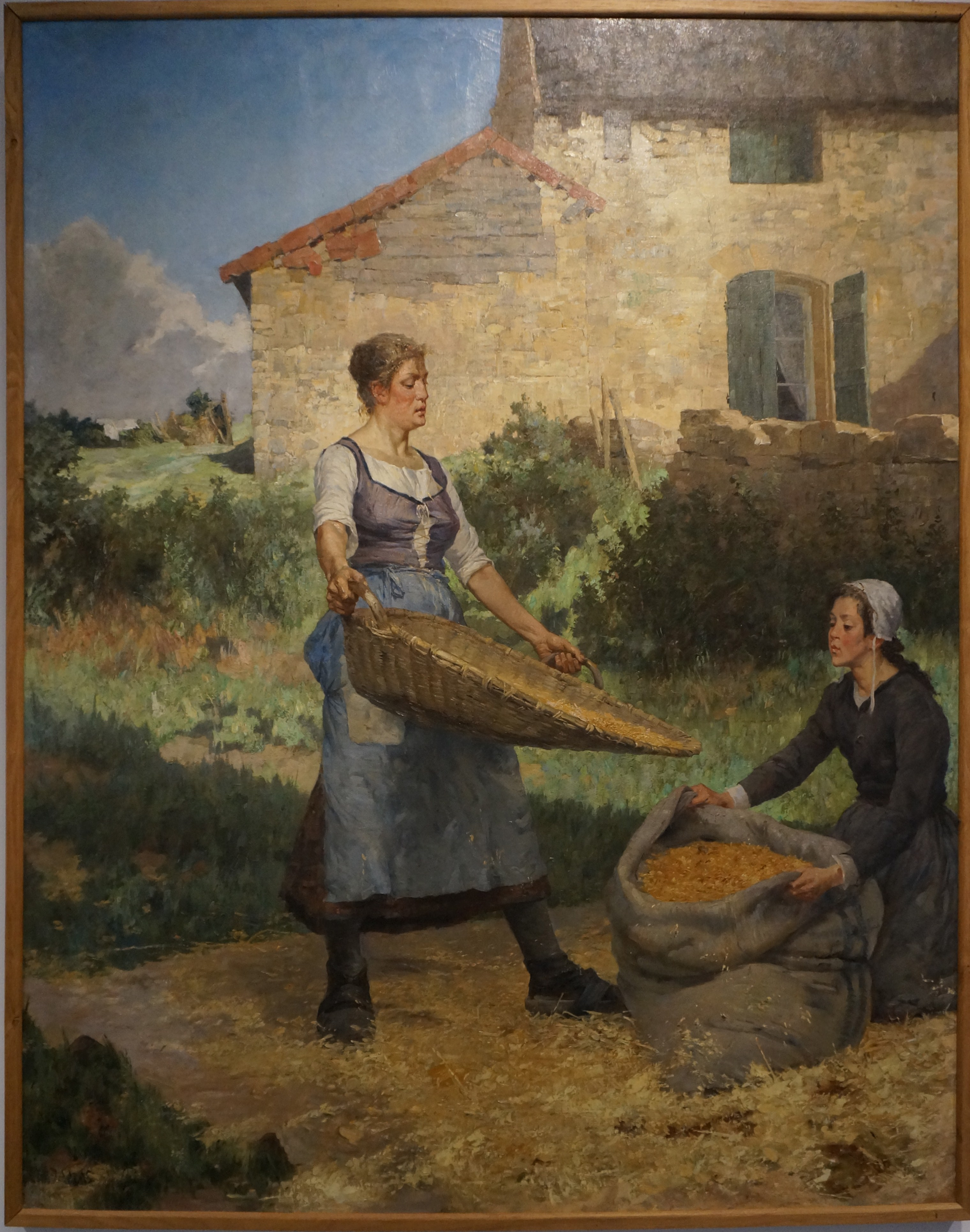
Les Vaneuses, Charleville-Mézières, musée de l'Ardenne.
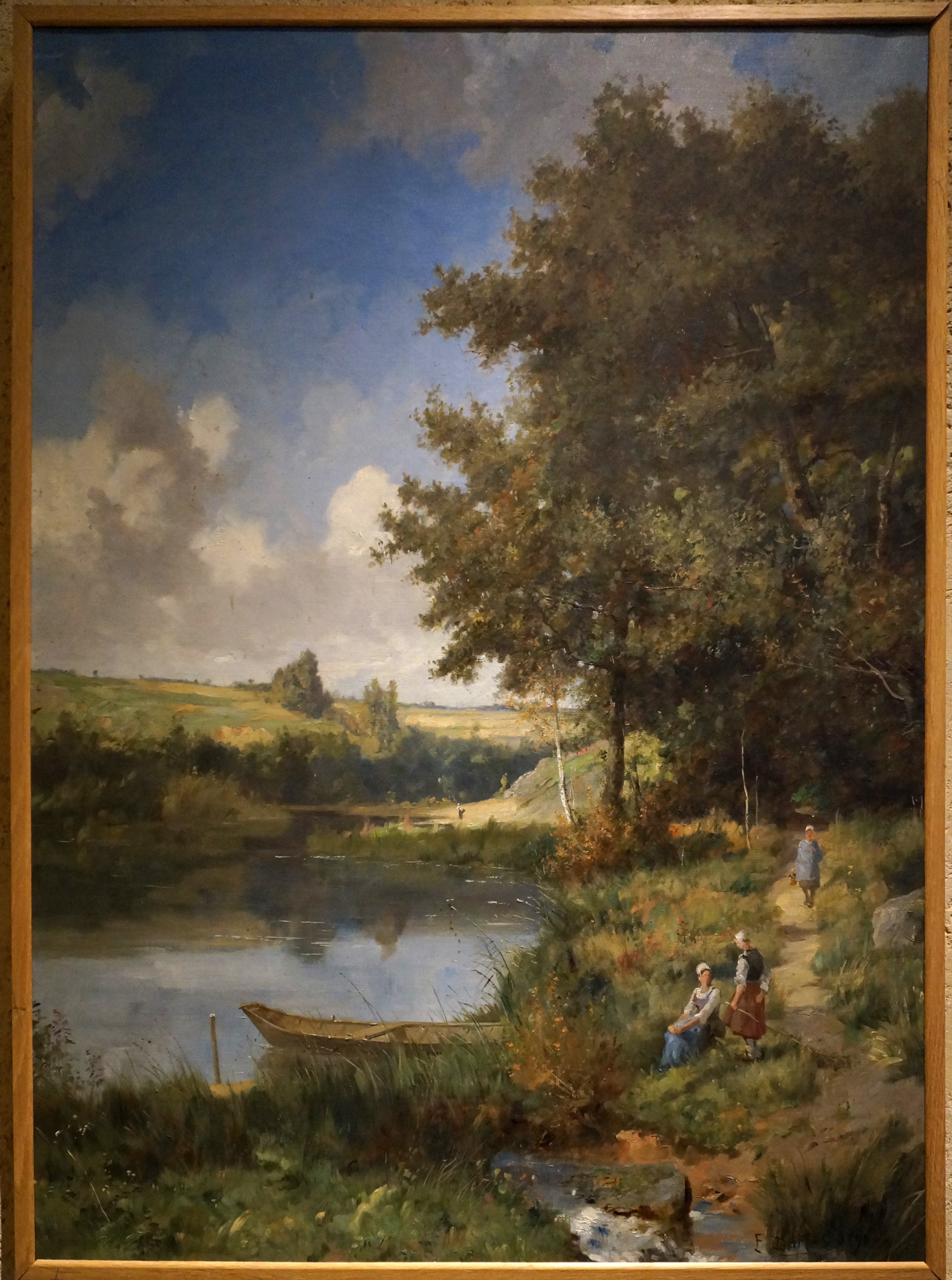
Bord de rivière, Charleville-Mézières, musée de l'Ardenne.